# Chanin Hale
Pour les articles homonymes, voir Hale.
Chanin Hale, née le 3 septembre 1928 à Dayton, Ohio, États-Unis et  morte le 30 janvier 2020, est une actrice américaine.

## Filmographie
- 1965 : Jesse James (série télévisée), épisode The Quest : Marie
- 1966 : Mon Martien favori, épisode Martin, the Mannequin : vendeuse
- 1966 : Les Mystères de l'Ouest (The Wild Wild West), (série TV) - Saison 1 épisode 20, La Nuit de l'Attentat (The Night of the Whirring Death), de Mark Rydell : Flo
- 1966 : Paradis hawaïen : une blonde
- 1967 : Peter Gunn, détective spécial : la maîtresse de Scarlotti
- 1967 : Sur la piste du crime, épisode Rope of Gold : Bobbie
- 1967 : Les Aventuriers du Far West, épisode Shanghai Kelly's Birthday Party
- 1967 : Hondo, épisode Hondo and the Gladiators : Carrot Top
- 1968 : Les Rêves érotiques de Paula Schultz (The Wicked Dreams of Paula Schultz) de George Marshall
- 1968 : Will Penny, le solitaire de Tom Gries : fille
- 1969 : Jinny de mes rêves, épisode Jeannie and the Bachelor Party : fille à la soirée
- 1969-1970 : Bonanza (série télévisée), épisode Mrs. Wharton and the Lesser Breeds : Laura Mae - épisode The Trouble with Trouble : Lily
- 1969-1970 : Les Arpents verts (série télévisée), épisode The Special Delivery Letter : postière - épisode Beauty Is Skin Deep : fille - épisode Oliver's Double : Blanche Foster
- 1971-1975 : Gunsmoke ou Police des plaines(série télévisée), épisode Lavery : Verna - épisodes The River: Parts 1 & 2 - épisode Talbot : Sally - épisode The Sharecroppers : femme
- 1973 : The Mary Tyler Moore Show (série télévisée), épisode Hi There, Sports Fans : serveuse
- 1976 : Docteur Marcus Welby, épisode How Do You Know What Hurts Me ?
- 1977 : La croisière s'amuse (série télévisée), épisode Lonely at the Top/Divorce Me, Please/Silent Night : Claire